# Janka (Belarus)
Janka (ryska: Янка) är ett vattendrag i Belarus.   Det ligger i voblasten Vitsebsks voblast, i den norra delen av landet, 170 km norr om huvudstaden Minsk.
I omgivningarna runt Janka växer i huvudsak blandskog. Runt Janka är det glesbefolkat, med 19 invånare per kvadratkilometer.